# Bobsleigh nos Jogos Olímpicos de Inverno de 2022
As competições do bobsleigh nos Jogos Olímpicos de Inverno de 2022 foram realizadas no Centro Nacional de Pistas de Yanqing, em Pequim, entre 13 e 20 de fevereiro. Um total de quatro eventos estiveram em disputa, um a mais com relação a edição anterior, após o Comitê Olímpico Internacional aprovar a inclusão do monobob feminino em abril de 2018.

## Programação
A seguir está a programação da competição para os quatro eventos da modalidade.
Horário local (UTC+8).
| Data            | Horário | Evento                              |
| --------------- | ------- | ----------------------------------- |
| 13 de fevereiro | 9:30    | Monobob feminino – descidas 1 & 2   |
| 14 de fevereiro | 9:30    | Monobob feminino – descidas 3 & 4   |
| 14 de fevereiro | 20:05   | Duplas masculinas – descidas 1 & 2  |
| 15 de fevereiro | 20:15   | Duplas masculinas – descidas 3 & 4  |
| 18 de fevereiro | 20:00   | Duplas femininas – descidas 1 & 2   |
| 19 de fevereiro | 9:30    | Equipes masculinas – descidas 1 & 2 |
| 19 de fevereiro | 20:00   | Duplas femininas – descidas 3 & 4   |
| 20 de fevereiro | 9:30    | Equipes masculinas – descidas 3 & 4 |

## Medalhistas
Masculino
| Evento           | Ouro                                                                            | Prata                                                                        | Bronze                                                       |
| ---------------- | ------------------------------------------------------------------------------- | ---------------------------------------------------------------------------- | ------------------------------------------------------------ |
| Duplas detalhes  | Francesco Friedrich Thorsten Margis GER Alemanha                                | Johannes Lochner Florian Bauer GER Alemanha                                  | Christoph Hafer Matthias Sommer GER Alemanha                 |
| Equipes detalhes | Francesco Friedrich Thorsten Margis Candy Bauer Alexander Schüller GER Alemanha | Johannes Lochner Florian Bauer Christopher Weber Christian Rasp GER Alemanha | Justin Kripps Ryan Sommer Cam Stones Ben Coakwell CAN Canadá |

Feminino
| Evento           | Ouro                                  | Prata                                            | Bronze                                                |
| ---------------- | ------------------------------------- | ------------------------------------------------ | ----------------------------------------------------- |
| Monobob detalhes | Kaillie Humphries USA Estados Unidos  | Elana Meyers Taylor USA Estados Unidos           | Christine de Bruin CAN Canadá                         |
| Duplas detalhes  | Laura Nolte Deborah Levi GER Alemanha | Mariama Jamanka Alexandra Burghardt GER Alemanha | Elana Meyers Taylor Sylvia Hoffman USA Estados Unidos |

## Quadro de medalhas
| Ordem | País               | Medalha de ouro | Medalha de prata | Medalha de bronze |    | Ordem por total |
| ----- | ------------------ | --------------- | ---------------- | ----------------- | -- | --------------- |
| 1     | GER Alemanha       | 3               | 3                | 1                 | 7  | 1               |
| 2     | USA Estados Unidos | 1               | 1                | 1                 | 3  | 2               |
| 3     | CAN Canadá         |                 |                  | 2                 | 2  | 3               |
| TOTAL | TOTAL              | 4               | 4                | 4                 | 12 | —               |